# Holoregmia viscida
Holoregmia es un género monotípico de plantas con flores perteneciente a la familia Martyniaceae. Su única especie Holoregmia viscida, es originaria de Brasil.

## Taxonomía
Holoregmia viscida fue descrita por Christian Gottfried Daniel Nees von Esenbeck y publicado en Flora 4: 300. 1821.